# Rémy Cabella
Rémy Cabella (pronunciación en francés: ʁe.mi kɑ.bə.lɑ; Ajaccio, 8 de marzo de 1990) es un futbolista francés que juega de centrocampista y su equipo es el Olympiacos F. C. de la Superliga de Grecia.
El 20 de mayo de 2012 se consagró campeón de liga con el Montpellier, logrando su primer título como profesional y el primer título de su club en la Ligue 1.

## Carrera

### Inicios
Rémy Cabella nació el 8 de marzo de 1990 en Ajaccio, de madre corsa y padre italiano. Tercero de una familia de cuatro hijos, se crio en el distrito de Hauts de Bodiccione en Ajaccio, comenzó a practicar fútbol a la edad de tres años en la cantera del AC Ajaccio donde permaneció dos años, posteriormente se incorporó al Gazélec Ajaccio, y después al Afa FA durante dos temporadas, volvió al Gazélec y finalmente se incorporó a las fuerzas básicas del Montpellier a la edad de 14 años.

### Montpellier H. S. C.
Se convirtió en profesional en julio de 2009, firmando un contrato de tres años. Sin embargo, una lesión grave durante un entrenamiento en septiembre, lo obligó a someterse a una cirugía del ligamento cruzado anterior de la rodilla derecha, lesión que lo alejó del primer equipo.
El 10 de abril de 2010 apareció por primera vez en la banca del equipo en la Ligue 1, durante un partido contra el Le Mans FC, apareció otras dos veces con el primer equipo pero sin entrar al campo de juego, aun así, extendió su contrato con el Montpellier HSC hasta el 2014.
Sin haber jugado con el Montpellier, en julio de 2010 fue cedido por un año al AC Arles-Avignon, equipo recién promovido a la Ligue 1. Sin embargo, como el año anterior, se lesionó a principios de la temporada.

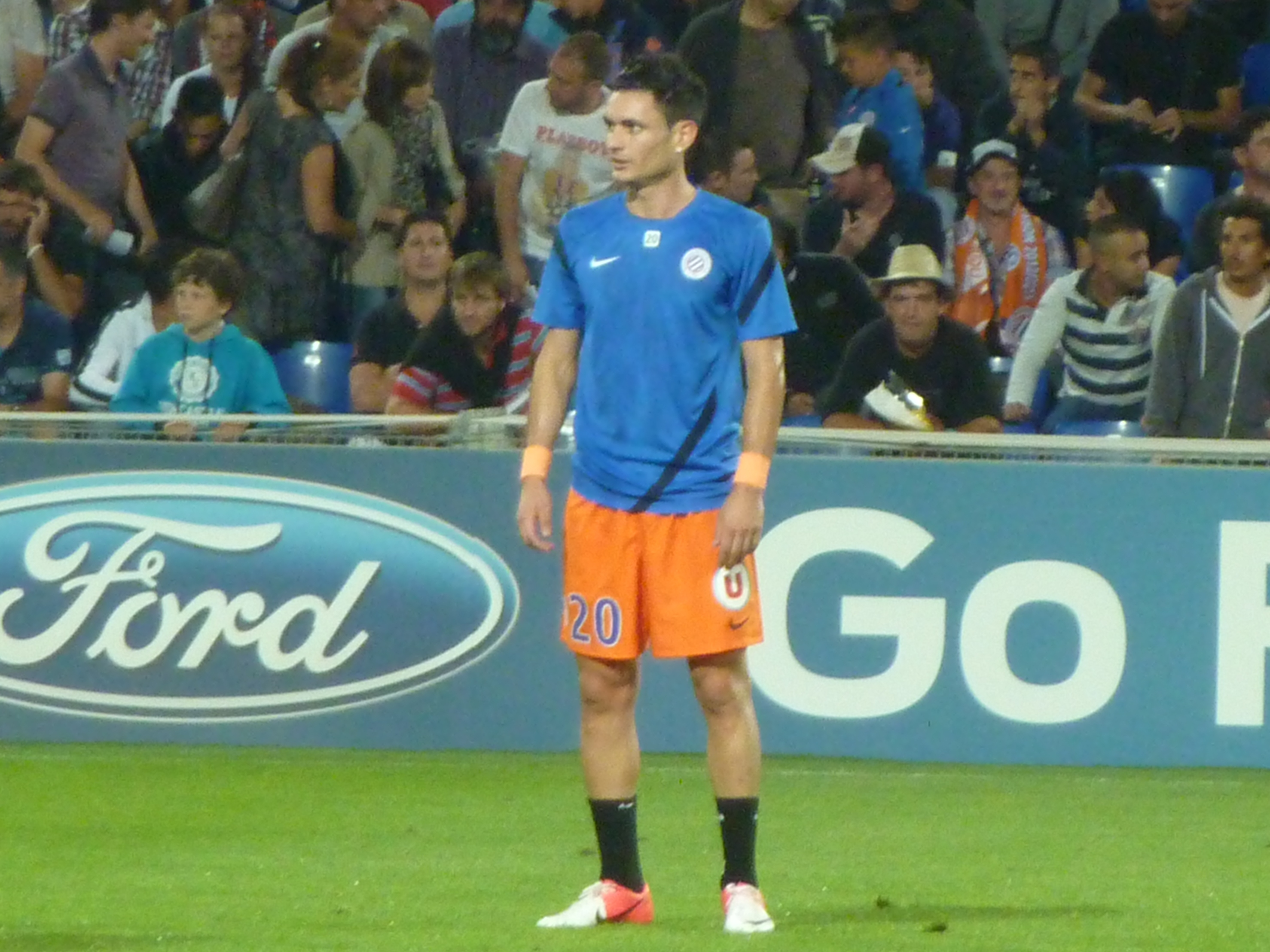
Rémy Cabella con el MHSC en 2012.

Debutó en la Ligue 1 el 4 de diciembre de 2010 en el Parc des Sports de Aviñón durante un partido contra el AS Nancy Lorraine, e inició su primer partido como titular el 22 de diciembre de 2010 contra el OGC Niza, el 12 de marzo de 2011, anotó su primer gol contra el FC Lorient. Después de jugar dieciocho partidos y marcar tres goles, volvió al Montpellier HSC.
El 24 de enero de 2012 extendió su contrato por dos temporadas más, hasta el 2016. El 28 de abril de 2012, fue nominado al premio joven promesa de los premios UNFP de la Ligue 1 2011/12. El 20 de mayo de 2012, se convirtió en campeón de Francia después de haber jugado 29 partidos y haber marcado tres goles en la temporada y también haber participado en cuatro partidos de Copa de Francia anotando tres goles y un partido de Copa de la Liga.
La temporada 2012/13 comenzó el 28 de julio de 2012 con el partido por la Supercopa de Francia frente al Olympique de Lyon en el Red Bull Arena de Nueva York. El Montpellier cayó 2-4 en penaltis. El 1 de septiembre de 2012, Cabella anotó su primer gol de la temporada en la Ligue 1, en un partido de la jornada 1 frente al FC Sochaux.
Fue nominado una vez más para el Trofeo UNFP joven promesa de la Ligue 1, donde jugó 31 partidos, anotó siete goles y dio siete asistencias en la temporada 2012/13. Y en la Liga de Campeones, jugó seis partidos y dio una asistencia. Fue elegido como mejor jugador del Montpellier por los seguidores del club. El 10 de mayo de 2014, Cabella anunció oficialmente su salida del club, aclarando que iba a ser "su último partido en La Mosson".

### Newcastle United
Después de permanecer tres temporadas con el Montpellier HSC, el 14 de julio de 2014, se anunció el traspaso de Cabella al Newcastle United por 12 millones de libras.

### Vuelta a Francia
El 19 de agosto de 2015 se confirmó su cesión por una temporada al Olympique de Marsella.
El OM decidió cederlo durante la temporada 2017-18 al A. S. Saint-Étienne. Tras la misma, les verts lo adquirieron en propiedad.

## Selección nacional

### Sub-21

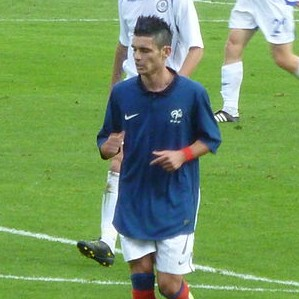
Rémy Cabella con la selección francesa sub-21.

Fue internacional con la selección de fútbol sub-21 de Francia.

### Absoluta
Cabella era parte de los jugadores de reserva llamados por Didier Deschamps para la fase de preparación de la Copa Mundial 2014, y fue uno de los tres jugadores que habían recibido su primera llamada a la selección absoluta francesa junto con Morgan Schneiderlin y Loïc Perrin.
En el primer partido amistoso de preparación contra la selección noruega, el 27 de mayo de 2014 en el Stade de France, Cabella disputó su primer partido como Bleu cuando entró de cambio por Yohan Cabaye en el minuto 80' del partido.
El 6 de junio de 2014, tras las lesiones de Franck Ribéry y de Clément Grenier, Deschamps incluyó a Cabella y Morgan Schneiderlin en la lista final de 23 jugadores que representarían a Francia en la Copa Mundial de Fútbol de 2014.

#### Participaciones en Copas del Mundo
| Mundial                        | Sede   | Resultado        |
| ------------------------------ | ------ | ---------------- |
| Copa Mundial de Fútbol de 2014 | Brasil | Cuartos de final |

## Estadísticas

### Clubes
Actualizado al último partido jugado el 17 de mayo de 2025.
| Club | Temporada     | Div.          | Liga  | Liga  | Copas nacionales * | Copas nacionales * | Copas internacionales ** | Copas internacionales ** | Total | Total |
| Club | Temporada     | Div.          | Part. | Goles | Part.              | Goles              | Part.                    | Goles                    | Part. | Goles |
| --- | ------------- | ------------- | ----- | ----- | ------------------ | ------------------ | ------------------------ | ------------------------ | ----- | ----- |
| A. C. Arles-Avignon Francia | 2010-11       | 1.ª           | 17    | 3     | 1                  | 0                  | —                        | —                        | 18    | 3     |
| A. C. Arles-Avignon Francia | Total club    | Total club    | 17    | 3     | 1                  | 0                  | —                        | —                        | 18    | 3     |
| Montpellier H. S. C. Francia | 2011-12       | 1.ª           | 29    | 3     | 5                  | 3                  | —                        | —                        | 34    | 6     |
| Montpellier H. S. C. Francia | 2012-13       | 1.ª           | 31    | 7     | 4                  | 1                  | 6                        | 0                        | 41    | 8     |
| Montpellier H. S. C. Francia | 2013-14       | 1.ª           | 37    | 14    | 4                  | 0                  | —                        | —                        | 41    | 14    |
| Newcastle United F. C. Inglaterra | 2014-15       | 1.ª           | 31    | 1     | 3                  | 0                  | —                        | —                        | 34    | 1     |
| Newcastle United F. C. Inglaterra | Total club    | Total club    | 31    | 1     | 3                  | 0                  | —                        | —                        | 34    | 1     |
| Olympique de Marsella Francia | 2015-16       | 1.ª           | 34    | 5     | 5                  | 1                  | 6                        | 0                        | 45    | 6     |
| Olympique de Marsella Francia | 2016-17       | 1.ª           | 29    | 2     | 3                  | 4                  | —                        | —                        | 32    | 6     |
| Olympique de Marsella Francia | 2017-18       | 1.ª           | 3     | 1     | —                  | —                  | 1                        | 0                        | 4     | 1     |
| Olympique de Marsella Francia | Total club    | Total club    | 66    | 8     | 8                  | 5                  | 7                        | 0                        | 81    | 13    |
| A. S. Saint-Étienne Francia | 2017-18       | 1.ª           | 26    | 7     | 1                  | 0                  | —                        | —                        | 27    | 7     |
| A. S. Saint-Étienne Francia | 2018-19       | 1.ª           | 34    | 8     | 3                  | 2                  | —                        | —                        | 37    | 10    |
| A. S. Saint-Étienne Francia | Total club    | Total club    | 60    | 15    | 4                  | 2                  | 0                        | 0                        | 64    | 17    |
| F. C. Krasnodar · Rusia | 2019-20       | 1.ª           | 9     | 2     | 0                  | 0                  | 3                        | 0                        | 12    | 2     |
| F. C. Krasnodar · Rusia | 2020-21       | 1.ª           | 24    | 8     | 1                  | 0                  | 7                        | 3                        | 32    | 11    |
| F. C. Krasnodar · Rusia | 2021-22       | 1.ª           | 16    | 4     | 2                  | 0                  | —                        | —                        | 18    | 4     |
| F. C. Krasnodar · Rusia | Total club    | Total club    | 49    | 14    | 3                  | 0                  | 10                       | 3                        | 62    | 17    |
| Montpellier H. S. C. Francia | 2021-22       | 1.ª           | 5     | 0     | —                  | —                  | —                        | —                        | 5     | 0     |
| Montpellier H. S. C. Francia | Total club    | Total club    | 102   | 24    | 13                 | 4                  | 6                        | 0                        | 121   | 28    |
| Lille O. S. C. Francia | 2022-23       | 1.ª           | 32    | 7     | 3                  | 0                  | —                        | —                        | 35    | 7     |
| Lille O. S. C. Francia | 2023-24       | 1.ª           | 30    | 2     | 0                  | 0                  | 11                       | 2                        | 41    | 4     |
| Lille O. S. C. Francia | 2024-25       | 1.ª           | 23    | 1     | 3                  | 0                  | 11                       | 1                        | 37    | 2     |
| Lille O. S. C. Francia | Total club    | Total club    | 85    | 10    | 6                  | 0                  | 22                       | 3                        | 113   | 13    |
| Olympiacos F. C. · Grecia | 2025-26       | 1.ª           | 0     | 0     | 0                  | 0                  | 0                        | 0                        | 0     | 0     |
| Olympiacos F. C. · Grecia | Total club    | Total club    | 0     | 0     | 0                  | 0                  | 0                        | 0                        | 0     | 0     |
| Total carrera | Total carrera | Total carrera | 410   | 75    | 38                 | 11                 | 45                       | 6                        | 493   | 92    |
| - (*) Copa de Francia, Copa de la Liga de Francia, Supercopa de Francia, Copa de la Liga de Inglaterra, FA Cup y Copa de Rusia. - (**) Liga de Campeones de la UEFA, Liga Europa de la UEFA y Liga Europa Conferencia de la UEFA. |               |               |       |       |                    |                    |                          |                          |       |       |

## Palmarés

### Campeonatos nacionales
| Título  | Club                 | País    | Año  |
| ------- | -------------------- | ------- | ---- |
| Ligue 1 | Montpellier H. S. C. | Francia | 2012 |